# Rio Água Boa do Univiní
O rio Água Boa do Univiní é um rio brasileiro ao centro do estado de Roraima. Seu curso dá-se nos municípios de Iracema e Caracaraí, tendo como foz o rio Branco.